# Кубок Білорусі з футболу 1992
Кубок Білорусі з футболу 1992 — 1-й розіграш кубкового футбольного турніру в Білорусі після здобуття країною незалежності. Титул здобув Динамо (Мінськ).

## Календар
| Раунд            | Дата            | Матчі | Клуби   |
| ---------------- | --------------- | ----- | ------- |
| Попередній раунд | 6-8 травня 1992 | 16    | 48 → 32 |
| 1/16 фіналу      | 13 травня 1992  | 16    | 32 → 16 |
| 1/8 фіналу       | 20 травня 1992  | 8     | 16 → 8  |
| 1/4 фіналу       | 27 травня 1992  | 4     | 8 → 4   |
| 1/2 фіналу       | 3 червня 1992   | 2     | 4 → 2   |
| Фінал            | 24 червня 1992  | 1     | 2 → 1   |

## Попередній раунд
| Команда 1                | Рахунок      | Команда 2                       |
| ------------------------ | ------------ | ------------------------------- |
| 6-8 травня 1992          |              |                                 |
| Хімік (Світлогорськ) (2) | 3:0          | Комунальник (Пінськ) (2)        |
| Будівельник (Береза) (3) | 3:4 дч       | Альбертін (Слонім) (3)          |
| Шинник (Бобруйськ) (2)   | 3:0          | Полісся (Мозир) (2)             |
| Зоря (Язиль) (3)         | 1:1 пен. 3:1 | СКІФ-РШВСМ (Мінск) (2)          |
| Спартак (Шклов) (3)      | 0:1          | Верстатобудівник (Сморгонь) (2) |
| Динамо-2 (Мінськ) (2)    | 2:1          | Ореса (Любань) (3)              |
| Хімік (Клецьк) (3)       | 2:3          | КІМ-2 (Вітебськ) (2)            |
| Зміна (Мінськ) (3)       | 5:2          | Деревообробник (Мости) (3)      |
| Дніпро (Рогачов) (3)     | 2:2 пен. 4:3 | Метробуд (Мінск) (3)            |
| Нива (Самохваловичі) (2) | 2:0          | Трактор (Мінск) (3)             |
| Німан (Стовбці) (2)      | 2:6          | Легмаш (Орша) (3)               |
| Сільмаш (Могильов) (2)   | +:-          | Березина (Борисов) (3)          |
| Колос (Вусце) (2)        | +:-          | Білорусь (Мар'їна Горка) (2)    |
| Орбіта (Мінськ) (2)      | 0:2          | Атака-407 (Мінськ) (3)          |
| Луч (Мінськ) (2)         | 2:1          | Хімволокно (Гродно) (2)         |
| ЗЛіН (Гомель) (3)        | 2:1          | Нафтан (3)                      |

## 1/16 фіналу
| Команда 1                       | Рахунок      | Команда 2                  |
| ------------------------------- | ------------ | -------------------------- |
| 13 травня 1992                  |              |                            |
| Динамо (Берестя)                | 4:1          | Хімік (Світлогорськ) (2)   |
| Альбертін (Слонім) (3)          | 0:3          | Трактор (Бобруйськ)        |
| Гомсільмаш                      | 1:1 пен. 3:2 | Шинник (Бобруйськ) (2)     |
| Дніпро (Могильов)               | 4:1          | Зоря (Язиль) (3)           |
| Верстатобудівник (Сморгонь) (2) | 0:1          | КІМ (Вітебськ)             |
| Шахтар (Солігорськ)             | 1:1 пен. 3:1 | Динамо-2 (Мінськ) (2)      |
| КІМ-2 (Вітебськ) (2)            | 0:1          | Будівельник (Старі Дороги) |
| Металург (Молодечно)            | 4:0          | Зміна (Мінськ) (3)         |
| Дніпро (Рогачов) (3)            | 4:0          | Торпедо (Могильов)         |
| Хімік (Гродно)                  | +:-          | Нива (Самохваловичі) (2)   |
| Легмаш (Орша) (3)               | 1:3          | Торпедо (Мінськ)           |
| БЕЛАЗ (Жодино)                  | 0:1          | Сільмаш (Могильов) (2)     |
| Ведрич (Речиця)                 | 0:1 дч       | Колос (Вусце) (2)          |
| Атака-407 (Мінськ) (3)          | 1:1 пен. 2:3 | Взуттєвик (Ліда)           |
| СКБ-Локомотив (Вітебськ)        | 1:2          | Луч (Мінськ) (2)           |
| Динамо (Мінськ)                 | 2:1          | ЗЛіН (Гомель) (3)          |

## 1/8 фіналу
| Команда 1                  | Рахунок      | Команда 2              |
| -------------------------- | ------------ | ---------------------- |
| 20 травня 1992             |              |                        |
| Трактор (Бобруйськ)        | 6:2          | Шинник (Бобруйськ) (2) |
| КІМ (Вітебськ)             | 0:1          | Дніпро (Могильов)      |
| Будівельник (Старі Дороги) | 0:0 пен. 4:3 | Шахтар (Солігорськ)    |
| Дніпро (Рогачов) (3)       | 1:2          | Металург (Молодечно)   |
| Торпедо (Мінськ)           | 4:2          | Хімік (Гродно)         |
| Сільмаш (Могильов) (2)     | 0:1          | Динамо (Берестя)       |
| Луч (Мінськ) (2)           | 1:4          | Колос (Вусце) (2)      |
| Взуттєвик (Ліда)           | 0:6          | Динамо (Мінськ)        |

## 1/4 фіналу
| Команда 1            | Рахунок      | Команда 2                  |
| -------------------- | ------------ | -------------------------- |
| 27 травня 1992       |              |                            |
| Динамо (Берестя)     | 0:0 пен. 5:3 | Трактор (Бобруйськ)        |
| Дніпро (Могильов)    | 5:1 дч       | Будівельник (Старі Дороги) |
| Динамо (Мінськ)      | 2:1          | Торпедо (Мінськ)           |
| Металург (Молодечно) | 4:0          | Колос (Вусце) (2)          |

## 1/2 фіналу
| Команда 1         | Рахунок | Команда 2            |
| ----------------- | ------- | -------------------- |
| 3 червня 1992     |         |                      |
| Дніпро (Могильов) | 3:2     | Динамо (Берестя)     |
| Динамо (Мінськ)   | 3:2     | Металург (Молодечно) |

## Фінал
| 24 червня 1992 |

| Динамо (Мінськ)                                                          | 6:1      | Дніпро (Могильов)  |
| ------------------------------------------------------------------------ | -------- | ------------------ |
| Белькевич 45' Антонович 59' Величко 63' Герасимець 78' Журавель 81', 90' | Протокол | Смирнов 66' (пен.) |

| Стадіон «Динамо», Мінськ Глядачів: 2 500 Арбітр: Вадим Жук |